# Башкирский медно-серный комбинат
Башки́рский ме́дно-се́рный комбина́т — градообразующее предприятие города Сибая.
Основан 24 марта 1948 года.
Занимается добычей и обогащением полиметаллических руд Ново-Сибайского и других месторождений. В 2004 году на его производственной базе создан Сибайский филиал ОАО «Учалинский ГОК». В 2004 году из карьера, который по глубине занимает второе место в мире (500 м), была вынута последняя тонна руды. Сейчас обогатительная фабрика работает на руде Камаганского и Нижней залежи подземного рудника Ново-Сибайского месторождений. Планируется разработка Новопетровского месторождения.
Принадлежит компании «Полиметалл».